# Wassili Iwanowitsch Below

Wassili Iwanowitsch Below

Wassili Iwanowitsch Below (russisch Васи́лий Ива́нович Бело́в; * 23. Oktober 1932 in Timonicha, Sowjetunion, heute Oblast Wologda; † 4. Dezember 2012 in Wologda) war ein russischer Schriftsteller und Vertreter der sowjetischen Dorfprosa.

## Leben
Nachdem der Vater im Krieg geblieben war, wuchs Below mit vier Geschwistern bei der Mutter auf. Er besuchte die Siebenklassenschule und erlernte im Kolchos den Beruf des Zimmermanns. Nach dem Wehrdienst studierte er von 1955 an am Moskauer Maxim-Gorki-Literaturinstitut. Später kehrte er mit Frau und Tochter zurück in sein „stilles Land“ und wurde 1964 freischaffender Schriftsteller in Wologda.
Below wurde durch die Verbundenheit mit dem Schicksal seines Heimatdorfes Zeuge des mit der allgemeinen Landflucht verbundenen dramatischen Wandels im ganzen Land. Er verfocht in seinem Werk das Thema des Dorfes, das er in Dichtungen, Erzählungen, Romanen sowie zahlreichen Essays zu einem grundlegenden Thema der gesamten Literatur des Landes machte. Seine Zimmermannsgeschichten erschienen ab 1968 in der Zeitschrift Nowij Mir. Als sein Hauptwerk gilt die dreibändige Chronik Vorabende.
Belows Werke erschienen in der Sowjetunion und Russland in einer Gesamtauflage von über sieben Millionen Exemplaren. Der ostdeutsche Sozialphilosoph Rudolf Bahro zitierte Belows Werk Sind wir ja gewohnt in seinem Buch Die Alternative, um die wirkliche Lage der sowjetisch-russischen Bauern darzustellen. Das Thema war in der DDR weitestgehend Tabu. Sein Roman Год великого перелома (etwa: Das Jahr des großen Umbruchs) betrachtet die sogenannte Entkulakisierung als eine gegen das russische Volk gerichtete Kampagne.

## Politische Tätigkeit
Seit 1963 Mitglied des Schriftstellerverbands der UdSSR, gehörte Wassili Below ab Anfang der 1980er Jahre zu dessen Leitung und war zugleich ab 1982 Sekretär der größten Unterorganisation, des Schriftstellerverbands der RSFSR.
Zwischen 1989 und 1992 war Below Abgeordneter bzw. Mitglied des Obersten Sowjets der UdSSR, danach Russlands. Below vertrat national-konservative Positionen und war einer der Kritiker der jelzinschen Reformpolitik. Wie Valentin Rasputin, gehörte Below der Führung der Front der Nationalen Rettung an.
Below war ein Bewunderer der Philosophie Iwan Iljins und finanzierte die Veröffentlichung von Iljins Gesammelten Schriften und schrieb dazu das Vorwort.

## Auszeichnungen
1981 wurde Below mit dem Staatspreis der UdSSR ausgezeichnet. 1982 erhielt er den Orden des Roten Arbeitsbanners, 1984 den Leninorden.
2003 wurde Below der Orden Für Verdienste um das Vaterland 4. Klasse, 2004 der Staatspreis der Russischen Föderation verliehen.
Seit 1997 war er Ehrenbürger von Wologda.

## Werke
- Mein kleines Walddörfchen (1961, Деревенька моя лесная, Gedichte)
- Die Klatschbase (1962, Erzählungen)
- In der Heimat (1962, Prosagedicht)
- Ein heißer Sommer (1963, Знойное лето, Erzählungen)
- Flusswindungen (1964, Речные излуки)
- Drei Wegstrecken von hier (1965, Erzählung)
- Sind wir ja gewohnt (1966, Привычное дело)
- Am Biberhang (1967, Erzählung)
- Hügel (1968)
- Zimmermannsgeschichten (1968, Плотницкие рассказы, Powest)
- Wologdaer Eulenspiegeleien (1969, Бухтины вологодские, Powest)
- Mein Leben (1974)
- Erziehung nach dem System von Dr. Spock (1974, Воспитание по доктору Споку, Erzählungen)
- Schrot oder Korn (1976)
- Wiedersehen morgens (1977)
- Целуются зори/Zelujutsja sori (1978, Filmdrehbuch)
- Vorabende (1978–1995, Кануны, Romantrilogie)
- Tagebuch eines Narkologen (1980)
- Die Ordnung der Dinge (1981, Лад. Очерки о народной эстетике, Essaysammlung)
- Бухтины вологодские завиральные (1995, Powest, Fortsetzung der Wologdaer Eulenspiegeleien)
- Das Jahr des großen Umbruchs (1989–1991, Год великого перелома, Roman)